# Aignerville
Aignerville ist eine ehemalige französische Gemeinde mit 206 Einwohnern (Stand: 1. Januar 2020) im Département Calvados in der Region Normandie. Sie gehörte zum Arrondissement Bayeux. Die Bewohner werden Aignervillais und Aignervillaises genannt.
Der Erlass vom 8. September 2016 legte mit Wirkung zum 1. Januar 2017 die Eingliederung von Aignerville als Commune déléguée zusammen mit den früheren Gemeinden  Formigny, Écrammeville und Louvières zur neuen Commune nouvelle Formigny La Bataille fest.

## Geografie
Aignerville liegt im Nordwesten des Départements rund 13 Kilometer nordwestlich von Bayeux und rund 43 Kilometer nordwestlich von Caen. 
Das Ortsgebiet gehört zum Regionalen Naturpark Marais du Cotentin et du Bessin.
Umgeben wird Aignerville von den Nachbargemeinden und den Communes déléguées von Formigny La Bataille:
| Asnières-en-Bessin              |                                             | Formigny (Commune déléguée) |
| Écrammeville (Commune déléguée) | Kompassrose, die auf Nachbargemeinden zeigt |                             |
|                                 | Trévières                                   |                             |

## Bevölkerungsentwicklung

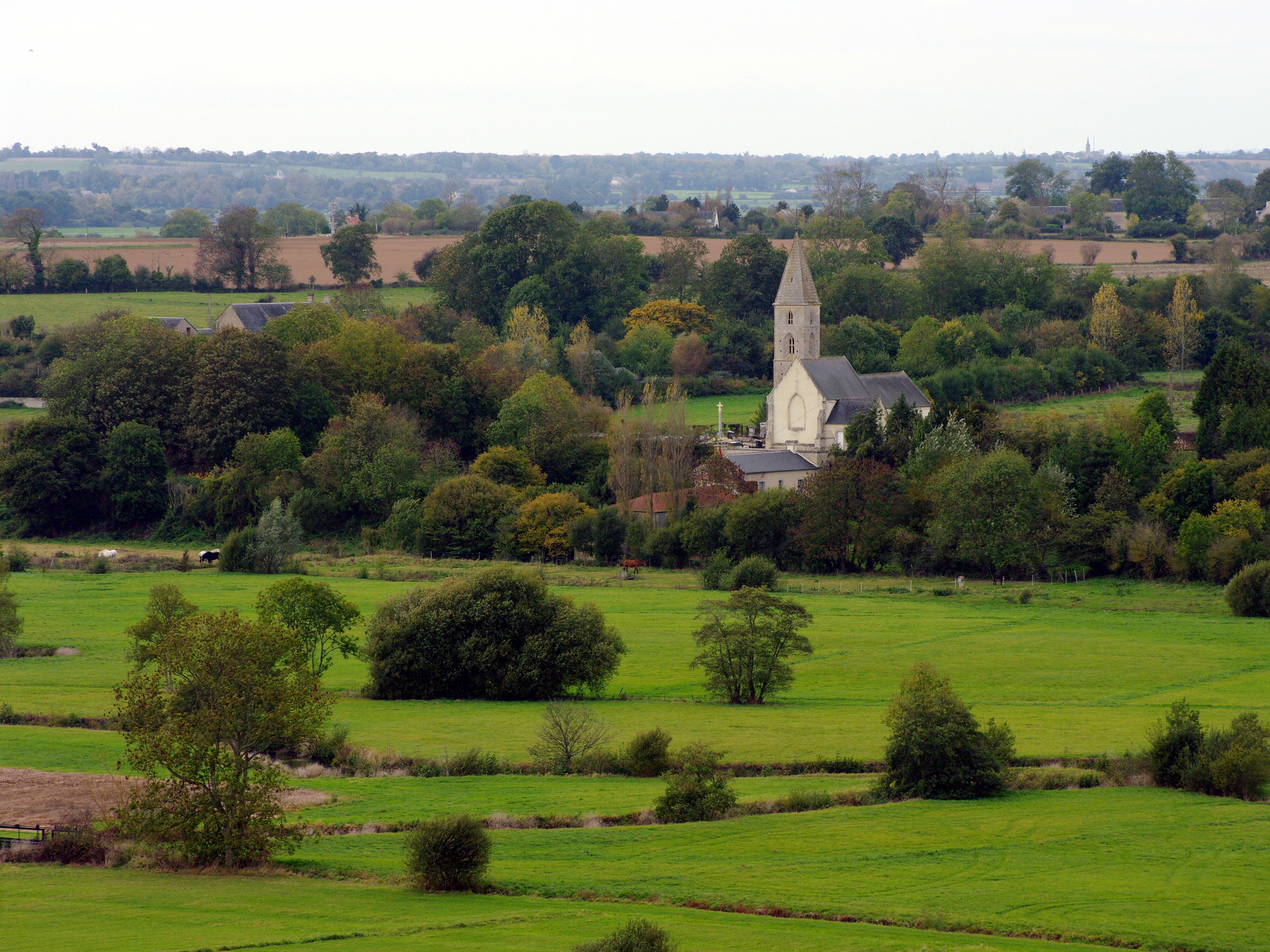
Kirche Saint-Pierre

| Aignerville: Einwohnerzahlen von 1793 bis 2020                                                                             | Aignerville: Einwohnerzahlen von 1793 bis 2020 | Aignerville: Einwohnerzahlen von 1793 bis 2020 | Aignerville: Einwohnerzahlen von 1793 bis 2020 | Aignerville: Einwohnerzahlen von 1793 bis 2020 |
| --- | ---------------------------------------------- | ---------------------------------------------- | ---------------------------------------------- | ---------------------------------------------- |
| Jahr |                                                |                                                |                                                | Einwohner                                      |
| 1793 | 1793                                           |                                                | 338                                            | 338                                            |
| 1800 | 1800                                           |                                                | 352                                            | 352                                            |
| 1806 | 1806                                           |                                                | 330                                            | 330                                            |
| 1821 | 1821                                           |                                                | 381                                            | 381                                            |
| 1831 | 1831                                           |                                                | 421                                            | 421                                            |
| 1836 | 1836                                           |                                                | 434                                            | 434                                            |
| 1841 | 1841                                           |                                                | 483                                            | 483                                            |
| 1846 | 1846                                           |                                                | 436                                            | 436                                            |
| 1851 | 1851                                           |                                                | 410                                            | 410                                            |
| 1856 | 1856                                           |                                                | 425                                            | 425                                            |
| 1861 | 1861                                           |                                                | 406                                            | 406                                            |
| 1866 | 1866                                           |                                                | 382                                            | 382                                            |
| 1872 | 1872                                           |                                                | 391                                            | 391                                            |
| 1876 | 1876                                           |                                                | 357                                            | 357                                            |
| 1881 | 1881                                           |                                                | 341                                            | 341                                            |
| 1886 | 1886                                           |                                                | 319                                            | 319                                            |
| 1891 | 1891                                           |                                                | 324                                            | 324                                            |
| 1896 | 1896                                           |                                                | 314                                            | 314                                            |
| 1901 | 1901                                           |                                                | 259                                            | 259                                            |
| 1906 | 1906                                           |                                                | 250                                            | 250                                            |
| 1911 | 1911                                           |                                                | 241                                            | 241                                            |
| 1921 | 1921                                           |                                                | 206                                            | 206                                            |
| 1926 | 1926                                           |                                                | 207                                            | 207                                            |
| 1931 | 1931                                           |                                                | 186                                            | 186                                            |
| 1936 | 1936                                           |                                                | 198                                            | 198                                            |
| 1946 | 1946                                           |                                                | 212                                            | 212                                            |
| 1954 | 1954                                           |                                                | 182                                            | 182                                            |
| 1962 | 1962                                           |                                                | 191                                            | 191                                            |
| 1968 | 1968                                           |                                                | 179                                            | 179                                            |
| 1975 | 1975                                           |                                                | 178                                            | 178                                            |
| 1982 | 1982                                           |                                                | 156                                            | 156                                            |
| 1990 | 1990                                           |                                                | 154                                            | 154                                            |
| 1999 | 1999                                           |                                                | 138                                            | 138                                            |
| 2006 | 2006                                           |                                                | 136                                            | 136                                            |
| 2013 | 2013                                           |                                                | 199                                            | 199                                            |
| 2020 | 2020                                           |                                                | 206                                            | 206                                            |
| Quelle(n): EHESS/Cassini bis 1999, INSEE ab 2006 Anmerkung(en): Ab 1962 offizielle Zahlen ohne Einwohner mit Zweitwohnsitz |                                                |                                                |                                                |                                                |

## Sehenswürdigkeiten
- Kirche Saint-Pierre, erbaut im 14. Jahrhundert